# Warriors: Legends of Troy
Warriors: Legends of Troy (トロイ 無双, Toroi Musō) é um jogo eletrônico vindouro para PlayStation 3 e Xbox 360. O jogo está sendo desenvolvido pela Koei Canada e será publicado pela Koei. O título é parte das Séries Warriors mas assim como Fist of the North Star: Ken's Rage o jogo se diferenciará dos demais jogos por ter um grande montante de gráficos violentos, sendo o segundo jogo das série a ser classificado para adultos. O jogo havia sido agendado para o quarto trimestre de 2010 em todas as regiões, mas foi adiantado para o primeiro trimestre de 2011 depois do anúncio da Koei na Tokyo Game Show 2010. O jogo foi novamente adiado, desta vez somente na Europa para 11 de março de 2011.

## Jogabilidade
O jogo terá suporte a jogo cooperativo e competitivo online para até quatro pessoas. O jogador irá controlar personagens a partir de uma perspectiva de terceira pessoa e será obrigado a enfrentar uma grande quantidade de inimigos. O jogador será capaz de usar seu escudo como arma e também usará armas de arremesso, como dardos e pedras, e será capaz de pegar outros soldados e utilizá-los como armas. Cada jogador controla um personagem que terá sua própria personalidade e estilo de luta.
Haverá oito heróis diferentes ao longo das duas histórias separadas. Cada lado, ambos dos gregos e troianos, terá quatro personagens principais e Agamemnon estava confirmado. Porém já foram revelados Achilles, Odysseus, Àjax e Patroklos no lado dos gregos, e Hektor, Paris, Penthesilea e Aeneas no lado troiano.
Algumas criaturas lendárias como o griffin e o cyclops também estarão presentes no jogo de 2011.

## Trama
O jogo vai se passar durante os 10 anos da Guerra de Troia, e contará com elementos sobrenaturais, como aparições de deuses gregos. O jogo será baseado em torno da literatura, como a Ilíada. Cada nível começa com um bardo de viagem contando a história da guerra para um público em torno de uma fogueira e vai incluir cenas que conduzem à história que mostra os acontecimentos de toda a guerra.

## Desenvolvimento
Os desenvolvedores do jogo foram em expedições de pesquisa em terrenos arqueológicos da Turquia e Grécia. Os locais no jogo serão parecido com paisagens reais, onde acredita-se que Troia estivesse. Jogadores podem jogar como gregos e troianos e ver a guerra a partir de suas diferentes perspectivas.